# Statuario

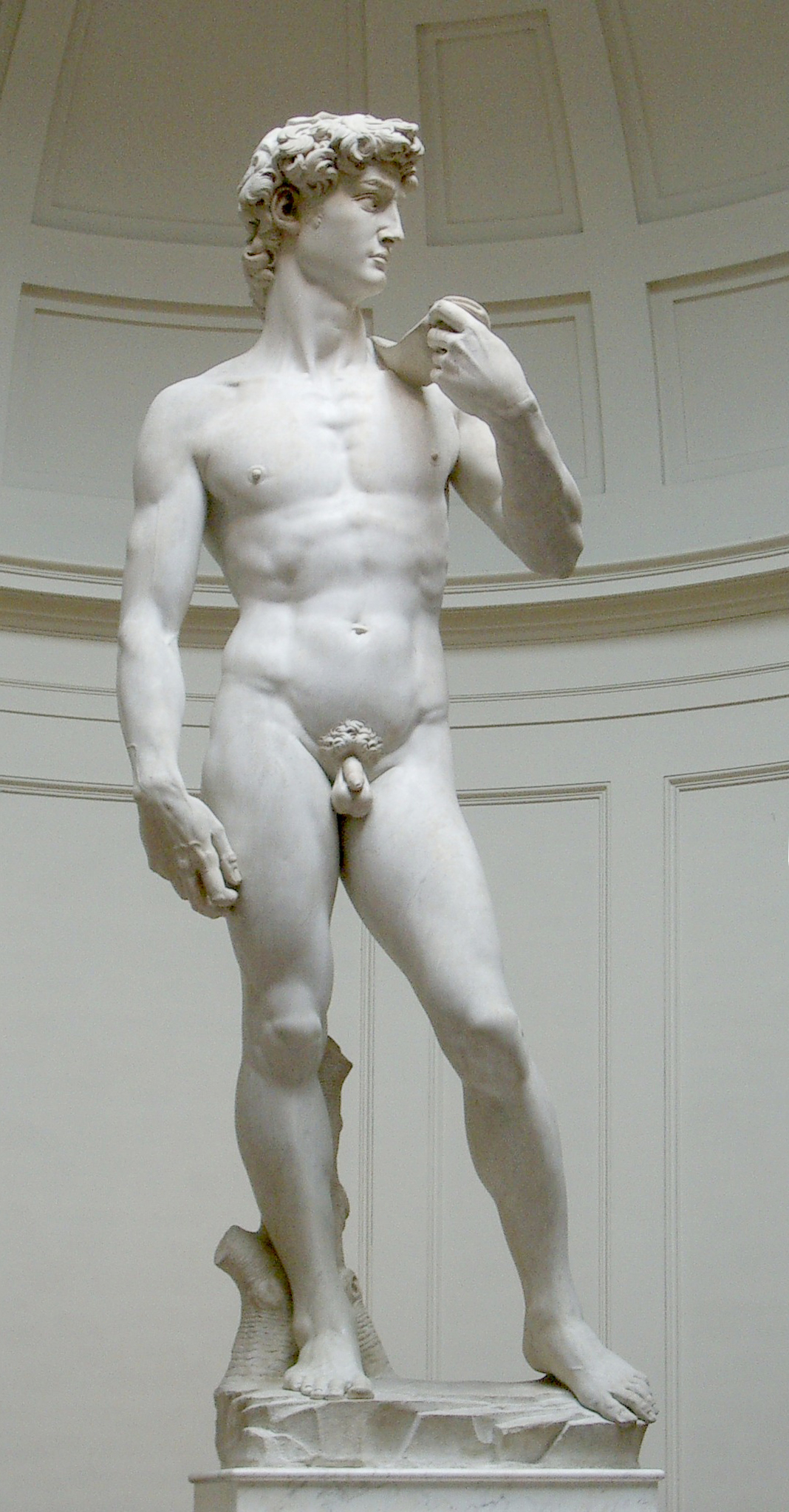
Eine der bekanntesten Marmorstatuen, der David von Michelangelo, geschaffen aus einem Statuarioblock

Der Statuario ist eine der ca. 50 Carrara-Marmorsorten aus den Steinbrüchen bei Carrara in Italien. Er ist sehr feinkörnig und schimmert weiß bis leicht gelblich. Der Statuario im engeren Sinne stammt aus den Steinbrüchen des Berges Altissimo bei Seravezza in den Apuanischen Alpen.
Der Begriff leitet sich aus seiner seit Jahrhunderten andauernden Verwendung als Bildhauermaterial für Statuen ab. Dazu sollte das Gestein möglichst weiß sein und eine für die Bearbeitung geeignete kristalline Körnigkeit aufweisen. Statuario entspricht diesen Anforderungen wegen seiner besonders kleinen Kalkspat-Kristalle besonders gut und eignet sich auch für filigrane künstlerische Arbeiten. Neben seiner Feinkörnigkeit erkennt man diesen Marmor an der leicht gelblichen Einfärbung, während graue Streifen sehr selten sind. Geaderte Varietäten werden als Statuario venato gehandelt. Dabei ist der rein weiße Fond das entscheidende Kriterium, da die preiswerteren geaderten Sorten unter Carrara ordinario laufen und keinen reinweißen Grundton tragen.
Aufgrund seiner Eigenschaften  ist dieser Marmor teuer und begehrt, zudem wird er mittlerweile auch knapp, denn seit den 1960er Jahren wurde die Förderung im industriellen Maßstab kontinuierlich ausgebaut; von den über zwei Millionen Tonnen Marmor, die in Italien jährlich abgebaut werden, stammen rund zwei Drittel aus den Lagerstätten um Carrara. Dabei werden auch reinweiße Sorten aus anderen Steinbrüchen Carraras als denen bei Seravezza als Statuario bezeichnet. Inzwischen fordern viele Künstler, den eigentlichen Statuario möglichst nicht mehr im Bau zu verwenden.